# Acaena × rubescentiglauca
Acaena × rubescentiglauca é uma espécie híbrida de rosácea do gênero Acaena, pertencente à família Rosaceae.